# Porte-queue de Corse
Papilio hospiton
Espèce
Statut de conservation UICN

 LC  : Préoccupation mineure
Statut CITES
Le Machaon de Corse (Papilio hospiton) est une espèce d'insectes lépidoptères (papillons) qui appartient à la famille des Papilionidae, à la sous-famille des Papilioninae et au genre Papilio

## Description
Le Machaon de Corse est un grand papillon de forme vaguement triangulaire possédant une queue qui prolonge sa quatrième nervure. Son envergure est de 35 à 40 mm. Il est reconnaissable à ses grands vols planés.
Sur un fond jaune clair il présente des dessins noirs et une bordure noire. Aux ailes postérieures la bande submarginale noire est ornée de taches bleues, et au niveau de la cellule anale un ocelle présente une tache bleue et une tache rouge réduite entourée de noir.

### Chenille et chrysalide
Les œufs sphériques, jaune citron, sont pondus isolément, ils éclosent en une semaine. La chenille semblable à celle du Machaon devient jaune ornée de macules noires sur chaque segment.
Elle se chrysalide sur la plante hôte.

## Biologie

### Période de vol et hivernation
Le Machaon de Corse hiverne à l’état de chrysalide.
Il vole d'avril à juillet en une seule génération.

### Plantes hôtes
Les plantes hôtes de sa chenille sont des ombellifères et tout particulièrement Ferula communis, Peucedanum et Ruta corsica.

## Écologie et distribution
Il n'est présent que dans les îles de Corse et Sardaigne
En Corse il est présent dans les deux départements.

### Biotope
Maquis des régions montagneuses, jusqu'à 2 000 m.

## Systématique
Papilio hospiton a été décrit par l'entomologiste italien Carlo Giuseppe Gené en 1839.
- La localité type est Tortoli, en Sardaigne.

### Synonyme
- Papilio hospiton ab. solaris Fischer, 1908[4]

### Noms vernaculaires
Le Machaon de Corse se nomme Korsische Schwalbenschwanz en allemand, Corsican Swallowtail en anglais, Corsicaanse koninginnenpage en néerlandais.

### Hybrides
En Corse, 1 à 5 % des papillons du genre Papilio seraient des hybrides de Papilio hospiton et de Papilio machaon.

## Le Porte-queue de Corse et l'Homme

### Protection
Le Machaon de Corse est une espèce protégée : il est inscrit sur la liste des insectes strictement protégés de l'annexe 2 de la Convention de Berne, sur la liste des insectes menacés d'extinction de l'annexe 1 de la Convention de Washington du 3 mars 1973, sur la liste des insectes strictement protégés de l'annexe II et de l'annexe IV de la Directive Habitats du Conseil de l'Europe concernant la conservation des habitats naturels ainsi que de la faune et de la flore sauvages du 21 mai 1992 et en France sur la liste rouge des insectes de France métropolitaine (arrêté du 23 avril 2007 abrogeant l'arrêté du 22 juillet 1993 fixant la liste des insectes protégés sur le territoire français métropolitain).